# Campeonato Sudamericano de Voleibol Masculino Sub-17 de 2013
El Campeonato Sudamericano de Voleibol Masculino Sub-17 de 2013 fue la II edición de este torneo de selecciones masculinas de voleibol categoría sub-17 pertenecientes a la Confederación Sudamericana de Voleibol (CSV), se llevó a cabo en la ciudad de Saquarema, Brasil del 4 de diciembre al 12 de diciembre de 2013. En esta edición Argentina es el campeón logrando su primer título dándole vuelta un emocionante partido a Brasil 3-2

## Equipos participantes
- Argentina
- Brasil
- Chile
- Colombia
- Paraguay
- Uruguay

## Primera fase

### Grupo único
– Clasificados a . Semifinales
     – Pasan a disputar la clasificación del 5.º al 6.º lugar.

## Resultados

### Definición 5 ° y 6 ° puesto
| Fase      | Fecha    | Encuentro         | Resultado | Set   | Set   | Set   | Puntuación total |
| Fase      | Fecha    | Encuentro         | Resultado | 1     | 2     | 3     | Puntuación total |
| --------- | -------- | ----------------- | --------- | ----- | ----- | ----- | ---------------- |
| 5 ° lugar | 07-12-13 | Paraguay- Uruguay | 2 - 1     | 25:18 | 19:25 | 25:11 | 69 - 54          |

## Fase final

### Final 1° y 3° puesto
|  | Semifinales | Semifinales |   |          | Final      | Final |  |
|  |             |             |   |          |            |       |  |
|  |             |             |   |          |            |       |  |
|  |             |             |   |          |            |       |  |
|  | Brasil      | 2           |   |          |            |       |  |
|  | Colombia    | 0           |   |          |            |       |  |
|  |             |             |   |          |            |       |  |
|  |             |             |   |          |            |       |  |
|  |             |             |   |          | Argentina  | 3     |  |
|  |             | Brasil      | 2 |          |            |       |  |
|  |             |             |   |          |            |       |  |
|  |             |             |   |          |            |       |  |
|  |             |             |   |          | 3.º puesto |       |  |
|  |             |             |   |          |            |       |  |
|  | Argentina   | 2           |   | Colombia | 1          |       |  |
|  | Chile       | 1           |   |          | Chile      | 3     |  |

### Resultados
| Fase      | Fecha    | Encuentro          | Resultado | Set   | Set   | Set   | Set   | Set   | Puntuación total |
| Fase      | Fecha    | Encuentro          | Resultado | 1     | 2     | 3     | 4     | 5     | Puntuación total |
| --------- | -------- | ------------------ | --------- | ----- | ----- | ----- | ----- | ----- | ---------------- |
| Semifinal | 07-12-13 | Brasil- Colombia   | 2 - 0     | 25:19 | 25:20 |       |       |       | 50 - 39          |
| Semifinal | 07-12-13 | Argentina - Chile  | 2 - 1     | 24:26 | 25:20 | 15:07 |       |       | 64 - 53          |
| 3° lugar  | 07-12-13 | Colombia - Chile   | 3 - 1     | 25:20 | 16:25 | 25:16 | 25:17 |       | 91 - 78          |
| Final     | 07-12-13 | Brasil - Argentina | 2 - 3     | 25:17 | 25:22 | 16:25 | 19:25 | 17:19 | 102 - 108        |

## Campeón
| Argentina           |
| Campeón             |
| Argentina 1° título |

## Posiciones finales
| Pos | Equipo    |
| --- | --------- |
|     | Argentina |
|     | Brasil    |
|     | Colombia  |
| 4   | Chile     |
| 5   | Paraguay  |
| 6   | Uruguay   |